# Rzucewói kultúra
A rzucewói kultúra az újkőkorszak idejének végén létezett régészeti kultúra volt. A Gdański-öböl és a Visztula folyó torkolatánál fekvő lagúna környékén összpontosult e kultúra elterjedési területe, továbbá a Kuróniai-lagúna vidéke, illetve a mai Litvánia területén Šventoji falu környéke került hatása alá. Mind az elsődleges lelőhely közelében fekvő tengeröböl, mind pedig a közeli település (Rzucewo) a kultúra névadói közt tisztelhető. Az indo-európai eredetű narvai kultúra, a kerekded amfora kultúra, valamint a zsinegdíszes kerámia kultúrája keveredik a rzucewói kultúra jellemzői között.
Hagyományosan e régészeti kultúrát a zsinegdíszes kerámia kultúrájának egyik ágaként tartják számon, jól lehet a legújabb kutatások eredményei alapján e kultúra régebb óta létezik, mint a zsinegdíszes. E kultúra emberei a tenger közelségéből adódóan annak kiaknázására specializálódtak. A rzucewói kultúra tengerparti települései jellegzetes lakóépületekből álltak, melyeket megerősítettek a tengermelléki időjárás pusztító hatásai ellen. Ezen emberek háziállatként tartottak marhákat, sertéseket, némi kecskét is, de a földművelést nem fejlesztették magasabb szintre, továbbá vadászattal, valamint halászattal foglalkoztak. Többnyire fókákra vadásztak, amelyek annak idején szép számmal voltak megtalálhatóak a Balti-tenger partvidékein. E kultúra idején az itt élők kitermeltek, valamint kereskedtek a kitermelt borostyánkővel. Juodkrantė régészeti lelőhelyén nagy számban kerültek elő megmunkált borostyánkövek.
E kultúra hatásai közvetve átkerültek a balti népek kultúrájába is. A kultúrák változásait nyomon követve a keleti, illetve a nyugati balti népcsoportok nyelvében is megjelenik e kulturális hatás. Jellemzően a lengyel, illetve német régészek helyezik e kultúra elterjedési területét a partvidékre, míg litván és lett kollégáik a szárazföldön jóval beljebb teszik a kultúra középpontját. Ez utóbbi két nemzet kutatói szerint a parti területek csupán a perifériát alkották.

## Fordítás
Ez a szócikk részben vagy egészben  a   Rzucewo culture című angol Wikipédia-szócikk ezen változatának fordításán alapul.  Az eredeti cikk szerkesztőit annak laptörténete sorolja fel. Ez a jelzés csupán a megfogalmazás eredetét és a szerzői jogokat jelzi, nem szolgál a cikkben szereplő információk forrásmegjelöléseként.